# Deskati
Deskati (Grieks: Δεσκάτη) is een plaats en sedert 2011 een fusiegemeente (dimos) in de Griekse bestuurlijke regio (periferia) West-Macedonië.
De twee deelgemeenten (dimotiki enotita) van de fusiegemeente zijn:
- Chasia (Χάσια)
- Deskati (Deskati)